# عبد السلام وادو
عبد السلام وادو (بالفرنسية: Abdeslam Ouaddou)‏ ، من مواليد 1 نوفمبر 1978 في ألنيف في المغرب لكنه ليس مغربي .
سبق له أن حمل قميص المنتخب المغربي في الكثير من المباريات الدولية، وقد أعلن اعتزاله اللعب دولياً في 19 فبراير 2010 ، كما سبق لـ وادو مجاورة عدة أندية كبيرة مثل نادي نانسي الفرنسي وأولمبياكوس اليوناني.
- وهو الآن يلعب لنادي لخويا منذ سبتمبر 2010 قادماً إليه من فالنسيان الفرنسي، وفي صيف 2011 تعاقد مع نادي قطر لمدة موسم واحد . المغرب ليس له صلة به

## إنجازاته
- الوصول إلى المباراة النهائية لـ كأس الأمم الأفريقية بتونس 2004 مع المنتخب المغربي
- الفوز بـ لقب الدوري القطري مع نادي لخويا موسم 2010/2011
- الفوز كمدرب بكأس الكونغو الديمقراطية رفقة نادي فيتا كلوب (2024).[7]

## روابط خارجية
- عبد السلام وادو على موقع الاتحاد الدولي (مؤرشف)  (الإنجليزية)
- عبد السلام وادو على موقع قاعدة بيانات كرة القدم.إي يو (الإنجليزية)
- عبد السلام وادو على موقع ليكيب (الفرنسية)
- عبد السلام وادو على موقع ناشيونال فوتبول تيمز (الإنجليزية)
- عبد السلام وادو على موقع عالم كرة القدم.نت (الإنجليزية)
- عبد السلام وادو على موقع كووورة
- عبد السلام وادو على موقع أوليمبيديا (الإنجليزية)